# 郭瑋潔
郭瑋潔（1994年3月24日—），中國女演員。

## 生平
畢業於中國傳媒大學。2015年，參加中央電視台益智類綜藝節目《開門大吉》，後簽約萬合天宜並正式進入演藝圈；同年，參演了網路劇《大俠黃飛鴻》和《萬萬沒想到第三季》。2016年，主演反映陝西當年三線建設的青春愛情電影《美麗的桑園坪》；同年主演科學武俠喜劇《西涯俠》。 

## 電視劇/網路劇
| 年份   | 剧名                              | 角色         | 備註                                 |
| 2015年 | 大俠黃飛鴻                        | 小師妹       | 網絡劇                               |
| 2015年 | 萬萬沒想到第三季                  | 夏雨荷、小美 | 網絡劇                               |
| 2016年 | 報告老闆第二季                    | 羋月         | 網絡劇                               |
| 2016年 | 西涯俠                            | 秦雙         | 網絡劇                               |
| 2019年 | 強風吹拂                          | 范琳         |                                      |
| 2021年 | 向警予                            | 盛梦男       | 2017年拍攝                           |
| 2021年 | 红海滩                            | 芦花         |                                      |
| 2022年 | 我們的婚姻 （页面存档备份，存于） | 嚴語唅       | 雲彬長青投資公司一組組長董思佳的秘書 |
| 未播出 | 特別調查                          | 林奕可       | 2018年拍攝 原劇名：特別調查科        |

## 電影
- 2016年：美麗的桑園坪 飾 默麗亞[3]